# Paul de Borchgrave d'Altena
Graaf Paul Edmond Joseph de Borchgrave d'Altena (Borgworm, 22 juli 1827 - Brussel, 24 mei 1901) was een Belgisch diplomaat.

## Biografie

### Familie
Graaf Paul de Borchgrave d'Altena was een telg uit het geslacht de Borchgrave d'Altena. Hij was een zoon van graaf Michel de Borchgrave d'Altena (1776-1853) en Joséphine Smits (1800-1854).
Hij trouwde in 1866 in Brussel met gravin Isabelle d'Oultremont (1841-1909), dochter van graaf Ferdinand d'Oultremont, kamerheer van koning Willem en prins Frederik, en Isabelle Bonham. Ze kregen drie zoons en een dochter.
Hij was een schoonbroer van graaf Émile d'Oultremont, burgemeester van Gondregnies en senator, graaf Adrien d'Oultremont, generaal-majoor en volksvertegenwoordiger, graaf John d'Oultremont, militair en Grootmaarschalk van het Hof, en baron Edmond Whettnall, burgemeester van Nieuwerkerken, provincieraadslid van Limburg en senator.

### Loopbaan
De Borchgrave d'Altena studeerde rechten en trad op 14 juli 1849 in dienst van Buitenlandse Zaken. Hij was achtereenvolgens attaché in Parijs (25 augustus 1859), secretaris in Wenen (31 januari 1852), secretaris in Sint-Petersburg (24 september 1855) en gevolmachtigd minister in Rio de Janeiro (20 augustus 1858). In 1864 kwam hij aan hoofd te staan van het kabinet van de minister van Buitenlandse Zaken, de liberaal Charles Rogier, die tevens premier was.
In 1887 werd hij secretaris van koning Leopold II. Hij was reeds aan het Hof verbonden. Die band werd verder verscherpt wanneer zijn vrouw eredame van koningin Marie Henriëtte werd. Zijn schoonbroer graaf John d'Oultremont was bovendien grootmaarschalk van het Hof onder Leopold II. Bij de oprichting van de Compagnie du chemin de fer du Congo werd hij op aansturen van de vorst bestuurder. De graaf was vanaf 1890 de eerste die de titel van kabinetschef verkreeg, een functie die hij tot zijn overlijden in 1901 bekleedde. Edmond Carton de Wiart volgde hem op.